# Haworthia emelyae var. comptoniana
Haworthia emelyae var. comptoniana és una varietat de Haworthia emelyae del gènere Haworthia de la subfamília de les asfodelòidies.

## Descripció
Haworthia emelyae var. comptoniana, coneguda anteriorment com a Haworthia comptoniana, és una suculenta que forma rosetes sense tija, generalment solitàries. El seu creixement és gairebé totalment subterrani, amb només l'àpex de les fulles exposades a l'aire lliure a nivell del sòl. És més gran que Haworthia emelyae, amb una roseta de fins a 12,5 cm de diàmetre, on poques vegades prolifera i entre 15 a 29 fulles. Les fulles són àmpliament triangulars, de fins a 5 cm de llargada i fins a 2 cm d'amplada i generalment solen ser de color verd. Són reticulades amb unes "venes" clapejades de color blanc pàl·lid que corren cap a línies que convergeixen a l'àpex. El color, la reticulació i la longitud relativa de les fulles són força variables, algunes de color pàl·lid amb poc contrast entre la reticulació i el color de fons i la translucidesa de la fulla. Altres plantes són de color més fosc o amb taques més visibles i reticulació marcada, i són molt més atractives. Les flors són de dos llavis, de color blanc amb venes verdoses i neixen sobre una inflorescència de fins a 20 cm d'alçada.

## Distribució i hàbitat
Aquesta varietat creix a la província sud-africana del Cap Oriental, concretament a l'oest del districte de Willowmore - camí a De Rust.
En el seu hàbitat, les rosetes tenen amb prou feines 3 cm de diàmetre. Aquesta planta prové d'una superfície molt petita, no superior a 10 per 15 metres en taques de quars i sovint creix sota pedres. És molt rar al camp i creix en associació molt estreta amb Haworthia bayeri.

## Taxonomia
Haworthia emelyae var. comptoniana va ser descrita per (G.G.Sm.) J.D.Venter i S.A.Hammer i publicat a Cact. Succ. J. (Los Angeles)'' 69: 77, a l'any 1997.
Etimologia
Haworthia: nom en honor del botànic britànic Adrian Hardy Haworth (1767-1833).
emelyae: epítet en honor de la senyora Emily Pauline Reitz Ferguson (1872-?), col·leccionista de plantes a Sud-àfrica.
var. comptoniana: epítet en honor del botànic sud-africà el professor R.H. Compton (1886 - 1979).
Sinonímia
- Haworthia comptoniana G.G.Sm., J. S. African Bot. 11: 76 (1945). (Basiònim/Sinònim substituït)
- Haworthia retusa var. comptoniana (G.G.Sm.) Halda, Acta Mus. Richnov., Sect. Nat. 4(2): 50 (1997).
- Haworthia picta var. comptoniana (G.G.Sm.) Breuer, Alsterworthia Int. 16(2): 6 (2016).[7]